# ミヒャエル・カローリ
ミヒャエル・カローリ（Michael Karoli、1948年4月29日 - 2001年11月17日）はドイツのギタリスト、バイオリスト、作曲家。クラウトロック・バンド、カンのオリジナル・メンバーだった。バイエルン州シュトラウビング出身。
カローリはエッセンでがんのため死去、53歳であった。

## ディスコグラフィ

### ソロ
- Deluge (1984年) ※ポリー・エルテスとの共同作品